# Willem Hendrik van den Bos
Willem Hendrik van den Bos (25 septembre 1896, Rotterdam – 30 mars 1974) est un astronome néerlando-sud-africain. Au moins une source[Lesquelles ?] l'appelle Van der Bos, mais il s'agit probablement d'une erreur.

## Biographie
Il travaille tout d'abord à l'observatoire de Leyde aux Pays-Bas, puis il va travailler à l'observatoire de l'Union en Afrique du Sud en 1925, en devenant le directeur en 1941.
Il découvre des milliers d'étoiles doubles et réalise des dizaines de milliers de mesures micrométriques sur ces étoiles, calculant les orbites de beaucoup d'étoiles binaires.
Il est président de l'Astronomical Society of South Africa en 1943 et 1955.
Certaines sources biographiques[Lesquelles ?] prétendent qu'il a découvert plus d'une centaine d'astéroïdes ; cependant, le Centre des planètes mineures ne le crédite d'aucune découverte d'astéroïde.
L'astéroïde (1663) van den Bos porte son nom, ainsi que le cratère lunaire van den Bos.